# Hylaeus cookii
Hylaeus cookii là một loài Hymenoptera trong họ Colletidae. Loài này được Metz mô tả khoa học năm 1911.